# Liquid Tension Experiment
Liquid Tension Experiment är ett instrumentalt progressive metal/progressiv rockband bestående av Mike Portnoy (trummor), John Petrucci (gitarr), Jordan Rudess (keyboard), samtliga tre från Dream Theater, samt Tony Levin (basgitarr, Chapman Stick) som bland andra spelat med King Crimson. Bandet skapades av Mike Portnoy som ett sidoprojekt.
Bandet har vid två tidpunkter tillfälligt döpts om. Först till Liquid Trio Experiment då gitarristen John Petrucci var frånvarande, och senare 2009 till Liquid Trio Experiment 2 då Jordan Rudess under ett liveframträdande i Chicago på grund av tekniska problem uteblev från större delen av en konsert.

## Medlemmar
Liquid Tension Experiment (1997 –  )
- Tony Levin – basgitarr, Chapman Stick
- Mike Portnoy – trummor, percussion
- John Petrucci – gitarr
- Jordan Rudess – keyboard

Liquid Trio Experiment (1998, 2008)
- Tony Levin – basgitarr, Chapman Stick
- Mike Portnoy – trummor, percussion
- Jordan Rudess – keyboard

Liquid Trio Experiment 2 (2008)
- Tony Levin – basgitarr, Chapman Stick
- Mike Portnoy – trummor, percussion
- John Petrucci – gitarr

## Diskografi
Studioalbum
- 1998 – Liquid Tension Experiment
- 1999 – Liquid Tension Experiment 2
- 2007 – Spontaneous Combustion (som "Liquid Trio Experiment")

- 2021 - Liquid Tension Experiment 3

Livealbum
- 2009 – When the Keyboard Breaks: Live in Chicago (som "Liquid Trio Experiment 2")
- 2009 – Liquid Tension Experiment Live 2008
- 2009 – Live in LA
- 2009 – Live in NYC

Video
- 2009 – Live in LA
- 2009 – Live in NYC